# Дарко Марјановић
Дарко Марјановић (рођен 17. марта 1992. у Јагодини, Србија) српски је предузетник и стручњак за вештачку интелигенцију (VI), најпознатији као суоснивач и директор компаније Things Solver, београдске технолошке фирме специјализоване за VI и науку о подацима.

## Рани живот и образовање
Marjanović je rođen 17. marta 1992. u Jagodini. Završio je Fakultet organizacionih nauka Univerziteta u Beogradu, gde je stekao diplomu na smeru informacione tehnologije.

## Каријера
Marjanović je profesionalnu karijeru započeo 2014. godine, radeći dva meseca kao konsultant u Banki Intesa pre nego što je, zajedno sa Milošem Milovanovićem, u novembru iste godine osnovao Things Solver. Prvi projekat kompanije uključivao je rešenja zasnovana na podacima za Banku Intesa, a zvanična registracija preduzeća dogodila se 7. aprila 2015. u Beogradu. Od tada je Marjanović preuzeo ulogu direktora za VI, a kasnije i direktora kompanije, vodeći razvoj proizvoda poput Solver Suite (2019) i Workforce Hub (2024).
Od 2017. do približno 2023. bio je jedan od osnivača i aktivan član Data Science Srbija, zajednice posvećene unapređenju nauke o podacima u regionu.

## Јавни наступи
Marjanović je bio govornik na više značajnih konferencija, uključujući Digital Day (2024) i Business Intelligence Forum (2023). Pojavljivao se u medijima kao što su Tanjug, K1info i podcast Knedla u grlu (2022), diskutujući teme poput VI u bankarstvu i personalizacije.

## Награде
Marjanović je bio finalista nagrade EY Preduzetnik godine 2018. godine, priznanja koje ističe doprinos srpskim preduzetnicima u tehnološkom sektoru.

## Чланства
Data Science Srbija: Osnivač i član (2017–približno 2023).